# PyLoad
pyLoad ist ein kostenloser Open-Source-Downloader, der insbesondere für das Herunterladen von mehreren Dateien von One-Click-Hostern benutzt wird.

## Funktionen
Hauptfunktion von pyLoad ist das Herunterladen von beliebig vielen Dateien von Webseiten. Der Funktionsumfang ähnelt dem von JDownloader und Tuxload, ist aber nicht identisch. Es wurde mit dem Ziel entwickelt, besonders speicher- und prozessorschonend zu arbeiten. Das Programm ist, wie es auch der Namensvorsatz py suggeriert, in Python geschrieben. Neben den Betriebssystemen Linux und Windows auf PCs werden Anleitungen angeboten, pyLoad auf Routern mit offenen Firmwares zu installieren, so dass zum Betrieb des Downloaders lediglich der Router gestartet sein muss.
PyLoad arbeitet nach dem Client-Server-Modell. Der leichtgewichtige Programmkern, der für die Verwaltung und Ausführung der Downloads verantwortlich ist, wird von der Benutzeroberfläche, mit der die Dateien verwaltet werden können, getrennt. Diese steht als GUI, Kommandozeilen-Programm, Webinterface und in Form einer App für Android und iOS zur Verfügung. Diese Teilung spart einerseits Ressourcen, andererseits ist es so möglich, den Kern auf einem Server oder gar Router zu betreiben und diesen komfortabel von einem anderen Computer zu steuern. Durch die Nutzer-Verwaltung können sich mehrere Benutzer eine pyLoad-Instanz teilen.